# Fausto Bertoglio
Fausto Bertoglio (13 de janeiro de 1949, Brescia) foi um ciclista profissional italiano. Atuou profissionalmente entre 1973 e 1980.
Foi o vencedor do Giro d'Italia em 1975 .